# La Malibran
Pour plus de détails, voir Fiche technique et Distribution.
La Malibran est un film français écrit et réalisé par Sacha Guitry en 1943, sorti en 1944.

## Synopsis
Apprenant la mort prématurée de la célèbre cantatrice Maria Malibran (Géori Boué, de l'Opéra), son amie la comtesse Merlin (Suzy Prim) entreprend d'en retracer le fulgurant destin auprès de quelques intimes.
Sont ainsi évoqués la naissance de Marie, sa longue brouille avec son père, le ténor Garcia (Mario Podesta), son bref mariage avec le banquier Malibran (Sacha Guitry), ses amitiés avec La Fayette (Jacques Varennes), Lamartine (Jacques Castelot) et Alfred de Musset (Jean Cocteau), sa rencontre — prélude à une longue histoire d'amour — avec le virtuose Charles-Auguste de Bériot (Jacques Jansen), son enlèvement « éclair » par un vieil admirateur (Marcel Lévesque), sa réception à Naples, la chute de cheval qui lui fut fatale, son ultime récital à Manchester et la masterclass qu'elle devait trouver la force d'improviser pour une jeune voisine (Geneviève Guitry) avant de rendre elle-même sa dernière note.

## Fiche technique
Les crédits techniques et artistiques ci-dessous ont été établis après visionnage du film sur copie et dépouillement des archives de production :
- Réalisation, scénario et dialogues : Sacha Guitry
- Images : Fédote Bourgasoff, Jean Bachelet Source : IMDb
- Assistant-réalisateur : René Delacroix
- Son : René Lécuyer
- Musique : Louis Beydts
- Montage : Alice Dumas
- Décors : René Renoux et Henri Ménessier

Source : IMDb, sauf mention contraire
- Société de production et de distribution : La Société des Films Sirius
- Année de production : 1943
- Format :  Noir et blanc - 1,37:1 - 35 mm  - Son mono
- Durée : 95 minutes
- Affiche : Jacques Bonneaud (France)

## Distribution
- Sacha Guitry : Eugène Malibran
- Géori Boué : Marie Malibran
- Suzy Prim : la comtesse Merlin
- Mona Goya : Madame Garcia
- Jacques Jansen : Charles de Bériot
- Denis d'Inès : Berryer
- Geneviève Guitry : la jeune voisine
- Marcel Lévesque : le vieux mélomane
- Jean Cocteau : Alfred de Musset
- La petite Sylvie : Marie Malibran (enfant)
- Mario Podesta : Manuel Garcia
- Jean Weber : le roi de Naples
- Jean Debucourt : l'ami de la comtesse Merlin
- Jacques Varennes : le général de La Fayette
- Jacques Castelot : Lamartine
- Louis Arnoult : Vellutti
- Madeleine Sibille : la cantatrice
- Jeanne Fusier-Gir : la concierge
- Renée Thorel : Mme de La Bouillerie
- Henry Houry : Rossini
- Jean Chaduc : Victor Hugo
- Louis Beydts : le pianiste
- Georges Spanelly : le directeur
- Robert Favart : le ravisseur
- André Carnège : le médecin
- Géo Forster : un monsieur en coulisses
- Jacques Derives : le locataire dans l'escalier
- Jacques Butin
- Henri Chauvet
- Pierre Dux (rôle coupé au montage ?)
- Hélène Flouest
- Michel Marsay
- Madame de Mazarin
- Solange Varenne
- Léon Walther